# Lamalou-les-Bains

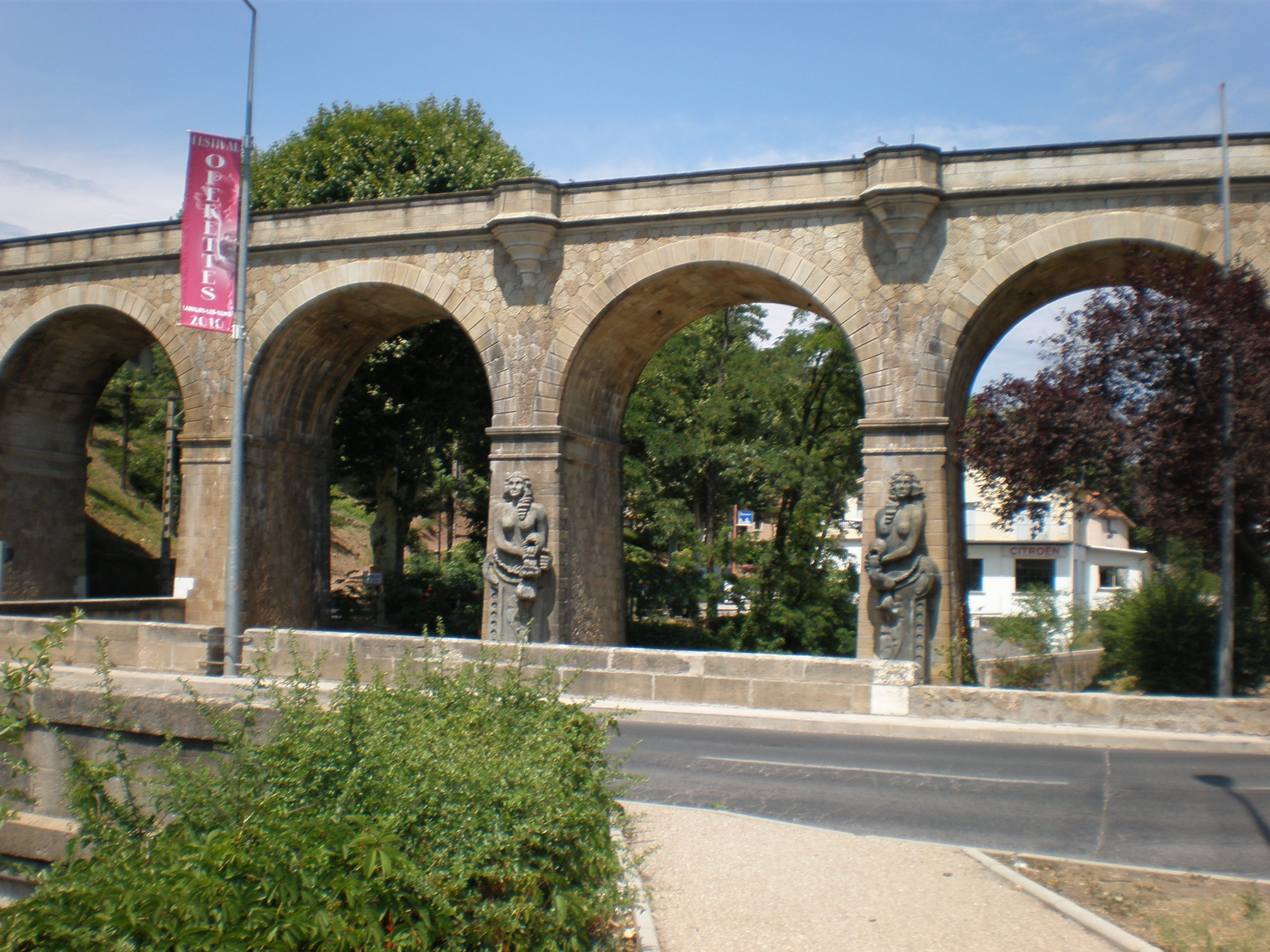
Entrée de la ville (ancien viaduc ferroviaire).

Lamalou-les-Bains (en occitan L'Amalon ou Vilacèla) est une commune française située dans l'ouest du département de l'Hérault, en région Occitanie.
Exposée à un climat méditerranéen, elle est drainée par l'Orb, le Bitoulet et par divers autres petits cours d'eau. Incluse dans le parc naturel régional du Haut-Languedoc, la commune possède un patrimoine naturel remarquable : un site Natura 2000 (la « grotte du Trésor ») et trois zones naturelles d'intérêt écologique, faunistique et floristique.
Lamalou-les-Bains est une commune rurale qui compte 2 421 habitants en 2022. Elle est dans l'unité urbaine de Bédarieux et fait partie de l'aire d'attraction de Bédarieux. Ses habitants sont appelés les Lamalousiens ou  Lamalousiennes.

## Géographie

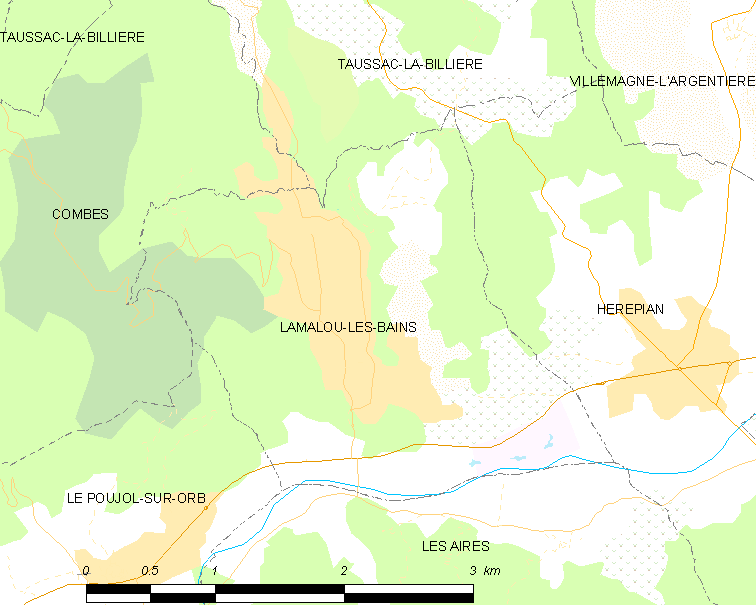
Carte

La ville est située au confluent du Bitoulet (9,6 km), affluent rive droite (donc au Nord) du fleuve côtier l'Orb, et de ce même fleuve. Lamalou est la commune la plus peuplée du canton de Saint-Gervais-sur-Mare dont elle fait partie.

### Localisation
|                   | Taussac-la-Billière |          |
| Combes            | Lamalou-les-Bains   | Hérépian |
| Le Poujol-sur-Orb | Les Aires           |          |

### Climat
Le climat qui caractérise la commune est qualifié, en 2010, de « climat méditerranéen franc », selon la typologie des climats de la France qui compte alors huit grands types de climats en métropole. En 2020, la commune ressort du type « climat méditerranéen » dans la classification établie par Météo-France, qui ne compte désormais, en première approche, que cinq grands types de climats en métropole. Pour ce type de climat, les hivers sont doux et les étés chauds, avec un ensoleillement important et des vents violents fréquents.
Les paramètres climatiques qui ont permis d’établir la typologie de 2010 comportent six variables pour les températures et huit pour les précipitations, dont les valeurs correspondent à la normale 1971-2000. Les sept principales variables caractérisant la commune sont présentées dans l'encadré ci-contre.
Avec le changement climatique, ces variables ont évolué. Une étude réalisée en 2014 par la Direction générale de l'Énergie et du Climat complétée par des études régionales prévoit en effet que la  température moyenne devrait croître et la pluviométrie moyenne baisser, avec toutefois de fortes variations régionales. Ces changements peuvent être constatés sur la station météorologique de Météo-France la plus proche, « Les Aires », sur la commune des Aires, mise en service en 1995 et qui se trouve à 3 km à vol d'oiseau,, où la température moyenne annuelle est de 13,9 °C et la hauteur de précipitations de 1 128,5 mm pour la période 1981-2010.
Sur la station météorologique historique la plus proche, « Sete », sur la commune de Sète, mise en service en 1949 et à 54 km, la température moyenne annuelle évolue de 15 °C pour la période 1971-2000, à 15,4 °C pour 1981-2010, puis à 15,8 °C pour 1991-2020.
| Mois                                             | jan.         | fév.         | mars          | avril        | mai          | juin         | jui.         | août         | sep.         | oct.         | nov.         | déc.         | année      |
| ------------------------------------------------ | ------------ | ------------ | ------------- | ------------ | ------------ | ------------ | ------------ | ------------ | ------------ | ------------ | ------------ | ------------ | ---------- |
| Température minimale moyenne (°C)                | 2,6          | 2,3          | 4,3           | 6,7          | 10           | 13,4         | 15,5         | 15,3         | 11,6         | 10,2         | 5,3          | 2,4          | 8,3        |
| Température moyenne (°C)                         | 6,7          | 7,2          | 9,8           | 12,4         | 16,1         | 20,2         | 22,6         | 22,2         | 18           | 14,9         | 9,7          | 6,6          | 13,9       |
| Température maximale moyenne (°C)                | 10,8         | 12,1         | 15,3          | 18,1         | 22,2         | 27,1         | 29,7         | 29,1         | 24,4         | 19,7         | 14,1         | 10,8         | 19,5       |
| Record de froid (°C) date du record              | −10 19.2017  | −10 28.2018  | −10,4 02.2005 | −6,1 08.2021 | −1,6 07.2019 | 4 13.2019    | 6,7 17.2000  | 5,6 30.1998  | 2,2 21.2017  | −3,1 30.2012 | −9,4 22.1998 | −9,4 19.2001 | −10,4 2005 |
| Record de chaleur (°C) date du record            | 20,3 02.2003 | 24,5 24.2020 | 27,8 31.2012  | 31,1 08.2011 | 35,5 29.2001 | 41,3 28.2019 | 38,2 21.2015 | 41,2 12.2003 | 37,2 04.2016 | 32,1 03.2011 | 24,5 09.2015 | 21 11.1997   | 41,3 2019  |
| Précipitations (mm)                              | 128          | 93,3         | 57,1          | 98,3         | 80,2         | 43,8         | 31,6         | 51,7         | 101,7        | 154,6        | 126,2        | 162          | 1 128,5    |
| dont nombre de jours avec précipitations ≥ 1 mm  | 8,8          | 6            | 6,1           | 7,6          | 7,3          | 4,2          | 3,6          | 5,1          | 5,8          | 7,9          | 6,9          | 8,5          | 77,8       |
| dont nombre de jours avec précipitations ≥ 5 mm  | 4,3          | 2,7          | 2,9           | 3,6          | 3,9          | 2,1          | 1,7          | 2,4          | 3,4          | 4,4          | 3,1          | 4,6          | 39,3       |
| dont nombre de jours avec précipitations ≥ 10 mm | 3            | 2,1          | 1,7           | 2,3          | 2,3          | 1,4          | 1,1          | 1,7          | 2,4          | 3,3          | 2,4          | 3,1          | 26,9       |

### Milieux naturels et biodiversité

#### Espaces protégés
La protection réglementaire est le mode d’intervention le plus fort pour préserver des espaces naturels remarquables et leur biodiversité associée,.
Un  espace protégé est présent sur la commune : 
le parc naturel régional du Haut-Languedoc, créé en 1973 et d'une superficie de 307 184 ha, qui s'étend sur 118 communes et deux départements. Implanté de part et d’autre de la ligne de partage des eaux entre Océan Atlantique et mer Méditerranée, ce territoire est un véritable balcon dominant les plaines viticoles du Languedoc et les étendues céréalières du Lauragais,.

#### Réseau Natura 2000

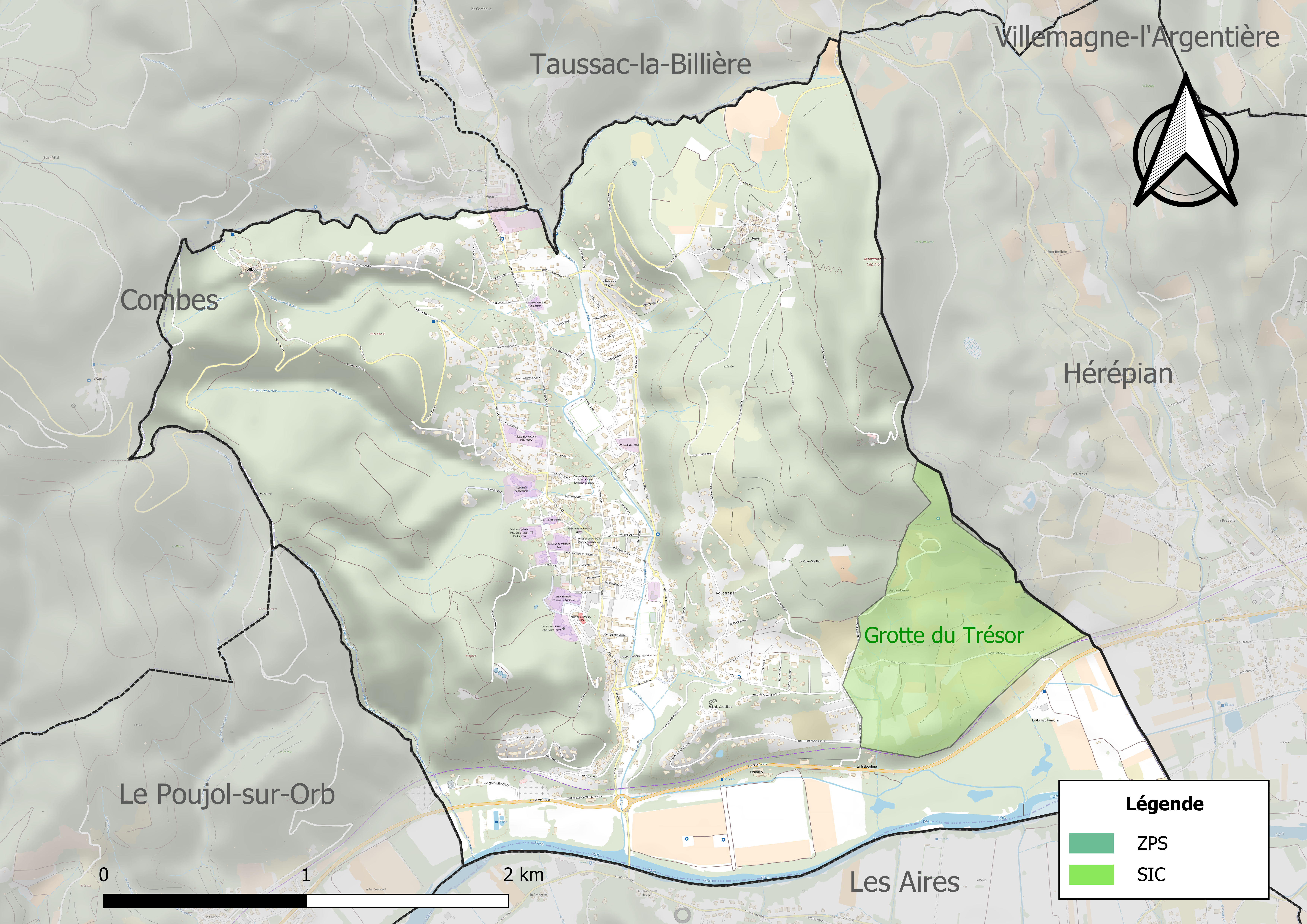
Site Natura 2000 sur le territoire communal.

Le réseau Natura 2000 est un réseau écologique européen de sites naturels d'intérêt écologique élaboré à partir des directives habitats et oiseaux, constitué de zones spéciales de conservation (ZSC) et de zones de protection spéciale (ZPS).
Un site Natura 2000 a été défini sur la commune au titre de la directive habitats : la « grotte du Trésor », d'une superficie de 43,95 ha, un site majeur pour la reproduction du Minioptère de Schreibers dans ce secteur du haut Languedoc.

#### Zones naturelles d'intérêt écologique, faunistique et floristique
L’inventaire des zones naturelles d'intérêt écologique, faunistique et floristique (ZNIEFF) a pour objectif de réaliser une couverture des zones les plus intéressantes sur le plan écologique, essentiellement dans la perspective d’améliorer la connaissance du patrimoine naturel national et de fournir aux différents décideurs un outil d’aide à la prise en compte de l’environnement dans l’aménagement du territoire.
Deux ZNIEFF de type 1 sont recensées sur la commune :
la « grotte du Trésor » (51 ha), couvrant 2 communes du département et 
la « vallée de l'Orb entre Hérépian et Colombière-sur-Orb » (156 ha), couvrant 6 communes du département
et une ZNIEFF de type 2, : 
le « massif de l'Espinouse » (20 035 ha), couvrant 19 communes du département.

Carte des ZNIEFF de type 1 et 2 à Lamalou-les-Bains.
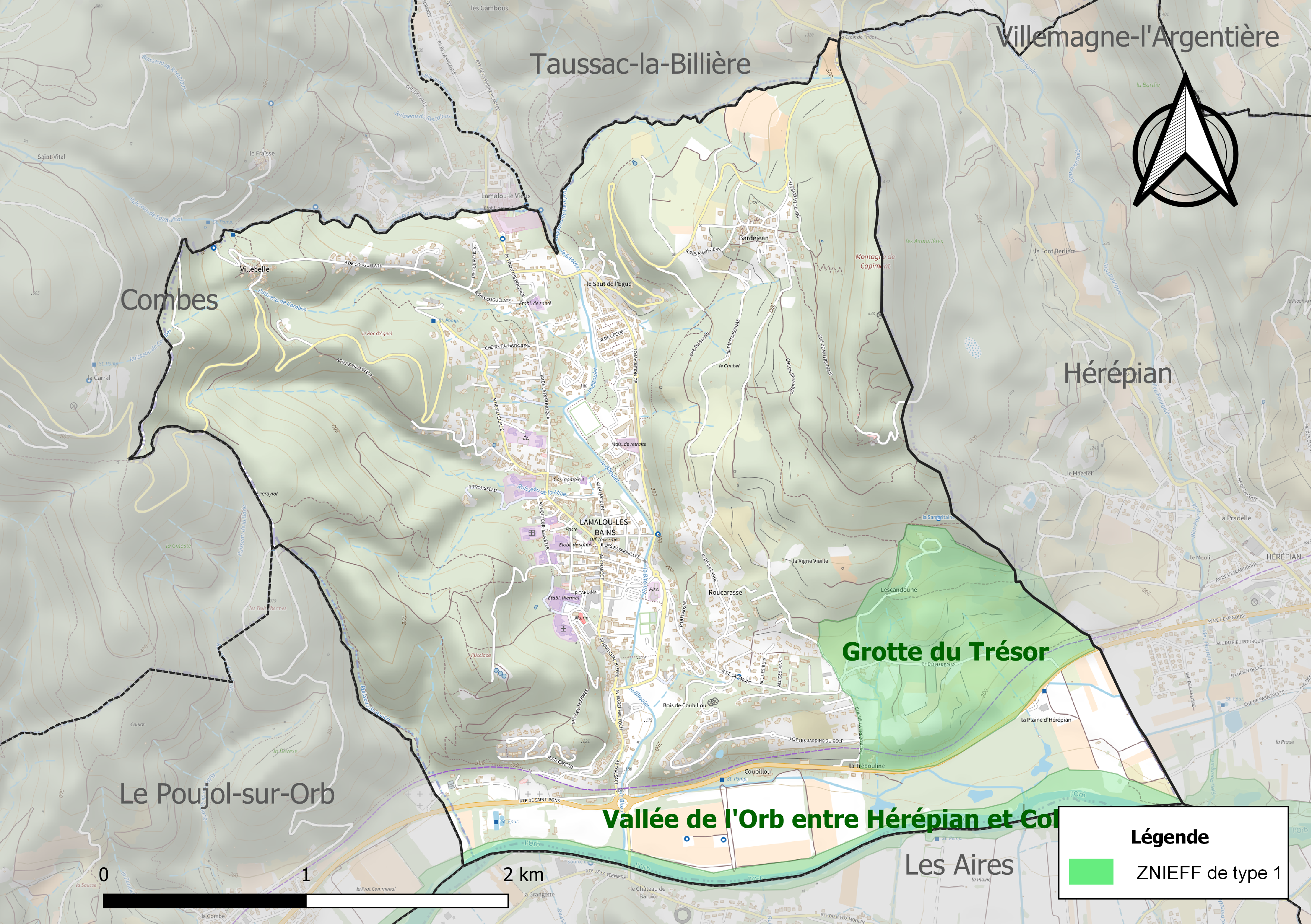
Carte des ZNIEFF de type 1 sur la commune.
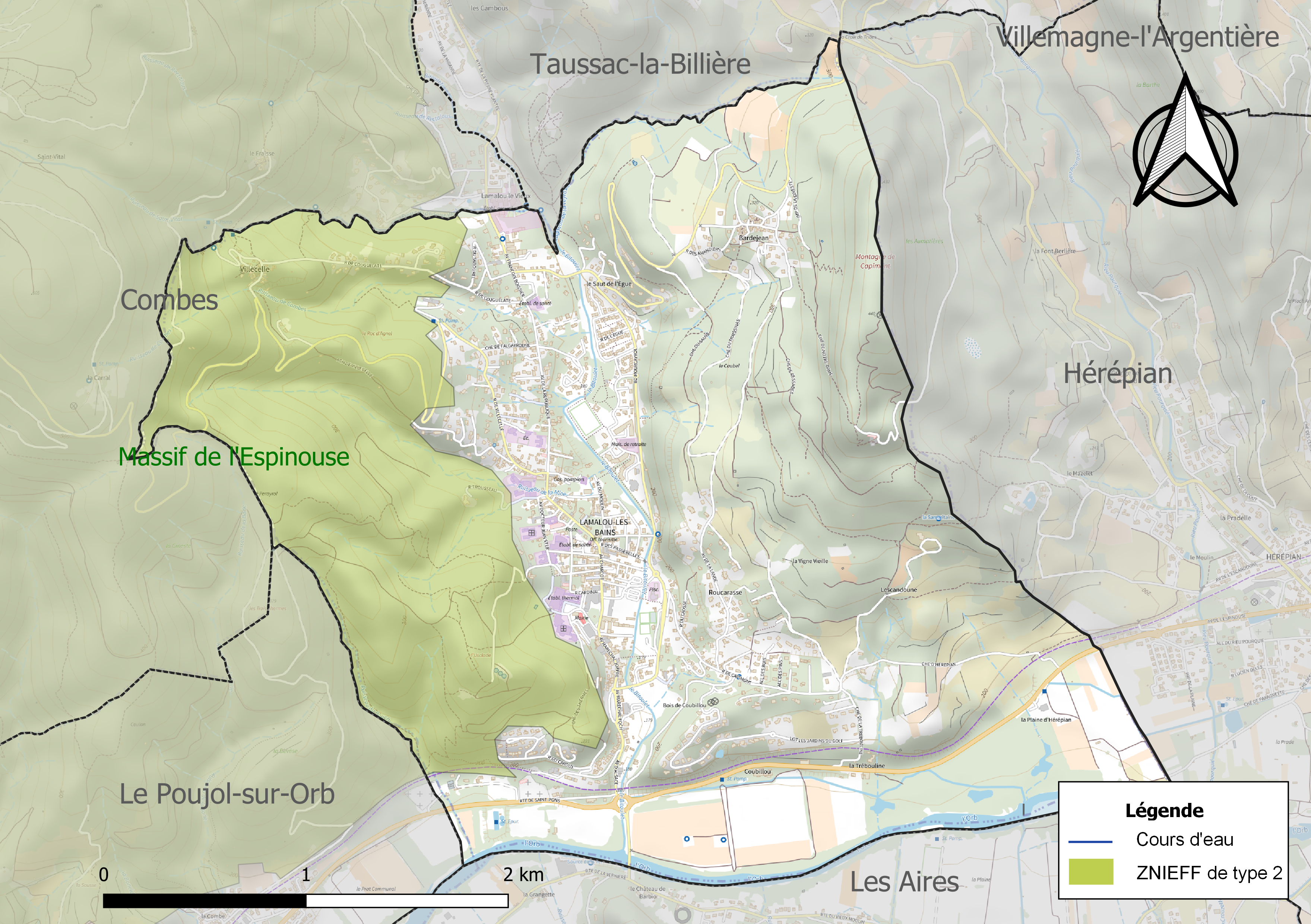
Carte de la ZNIEFF de type 2 sur la commune.

## Urbanisme

### Typologie
Au 1er janvier 2024, Lamalou-les-Bains est catégorisée bourg rural, selon la nouvelle grille communale de densité à sept niveaux définie par l'Insee en 2022.
Elle appartient à l'unité urbaine de Bédarieux, une agglomération intra-départementale regroupant neuf  communes, dont elle est une commune de la banlieue,,. Par ailleurs la commune fait partie de l'aire d'attraction de Bédarieux, dont elle est une commune du pôle principal,. Cette aire, qui regroupe 26 communes, est catégorisée dans les aires de moins de 50 000 habitants,.

### Occupation des sols
L'occupation des sols de la commune, telle qu'elle ressort de la base de données européenne d’occupation biophysique des sols Corine Land Cover (CLC), est marquée par l'importance des forêts et milieux semi-naturels (38,6 % en 2018), en diminution par rapport à 1990 (44,6 %). La répartition détaillée en 2018 est la suivante : 
forêts (38,6 %), zones urbanisées (28,5 %), zones agricoles hétérogènes (22,8 %), cultures permanentes (6 %), espaces verts artificialisés, non agricoles (4 %). L'évolution de l’occupation des sols de la commune et de ses infrastructures peut être observée sur les différentes représentations cartographiques du territoire : la carte de Cassini (XVIIIe siècle), la carte d'état-major (1820-1866) et les cartes ou photos aériennes de l'IGN pour la période actuelle (1950 à aujourd'hui).

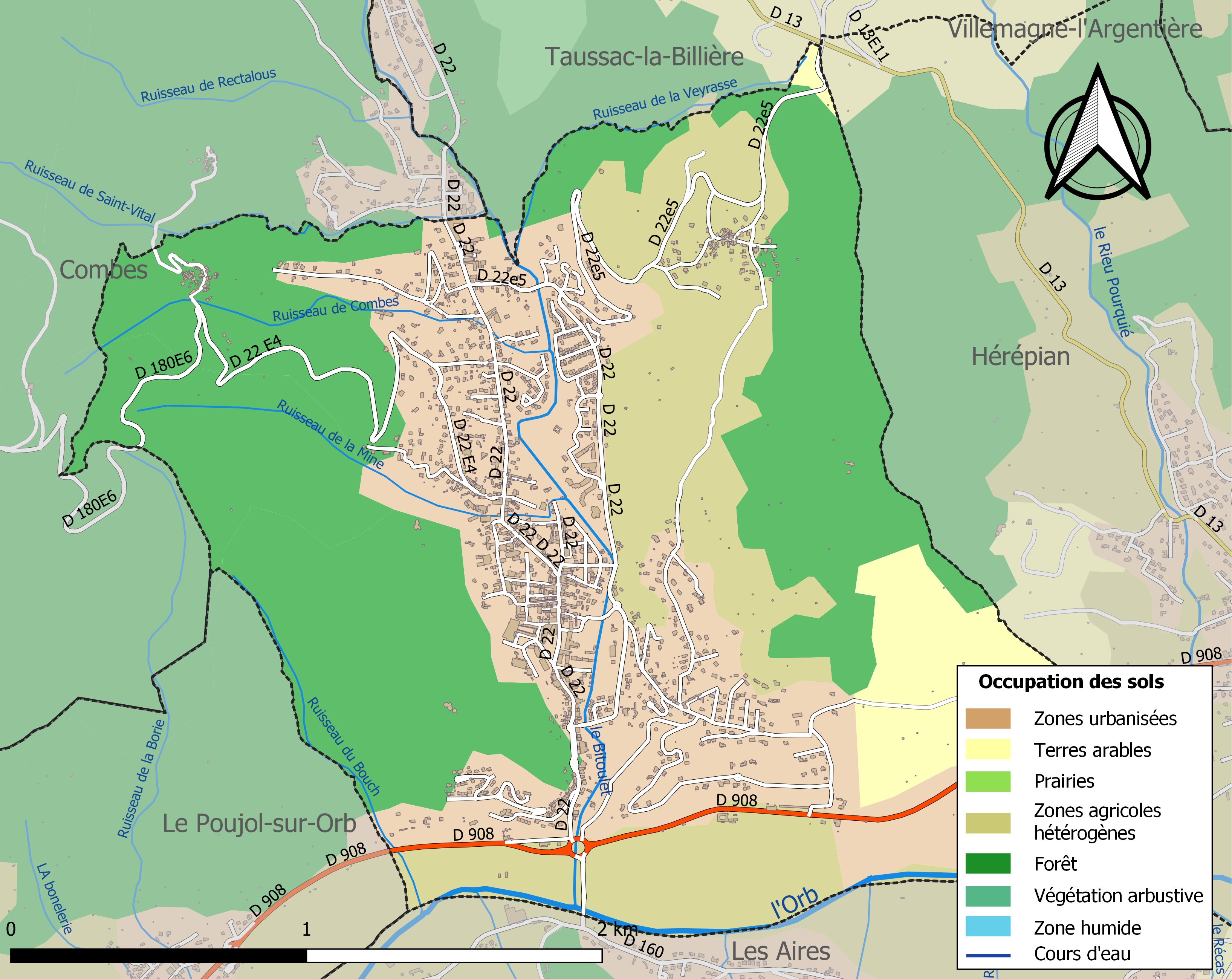
Carte des infrastructures et de l'occupation des sols de la commune en 2018 (CLC).

### Voies de communication et transports

#### Transports en commun

##### Par car
Lamalou-les-bains est desservi par le réseau Hérault Transport :
- ligne 655 : Béziers - Lamalou les Bains - Bédarieux
- ligne 663 : Montpellier - Le Poujol  Sur Orb
- ligne 682 : Bédarieux - St Pons de Thomières
- ligne 685 : Montpellier - St Pons de Thomières

##### Par train
Sur la ligne de Castres à Bédarieux, la commune a été desservie par le train de 1889 à 1972 pour les voyageurs.

#### À vélo
L'ancienne voie ferrée entre Mazamet et Bédarieux qui desservait la commune a été reconvertie en voie verte : Voie Verte du Haut-Languedoc (« Passa Païs »)

### Risques majeurs
Le territoire de la commune de Lamalou-les-Bains est vulnérable à différents aléas naturels : météorologiques (tempête, orage, neige, grand froid, canicule ou sécheresse), inondations, feux de forêts, mouvements de terrains et séisme (sismicité très faible). Il est également exposé à deux risques technologiques,  le transport de matières dangereuses et la rupture d'un barrage, et à deux risques particuliers : le risque minier et le risque de radon. Un site publié par le BRGM permet d'évaluer simplement et rapidement les risques d'un bien localisé soit par son adresse soit par le numéro de sa parcelle.

#### Risques naturels
Certaines parties du territoire communal sont susceptibles d’être affectées par le risque d’inondation par débordement de cours d'eau, notamment l'Orb. La commune a été reconnue en état de catastrophe naturelle au titre des dommages causés par les inondations et coulées de boue survenues en 1982, 1986, 1987, 1988, 1992, 1995, 1996, 1997, 2014, 2016 et 2019,.
Lamalou-les-Bains est exposée au risque de feu de forêt. Un plan départemental de protection des forêts contre les incendies (PDPFCI) a été approuvé en juin 2013 et court jusqu'en 2022, où il doit être renouvelé. Les mesures individuelles de prévention contre les incendies sont précisées par deux arrêtés préfectoraux et s’appliquent dans les zones exposées aux incendies de forêt et à moins de 200 mètres de celles-ci. L’arrêté du 25 avril 2002 réglemente l'emploi du feu en interdisant notamment d’apporter du feu, de fumer et de jeter des mégots de cigarette dans les espaces sensibles et sur les voies qui les traversent sous peine de sanctions. L'arrêté du 11 mars 2013 rend le débroussaillement obligatoire, incombant au propriétaire ou ayant droit,.

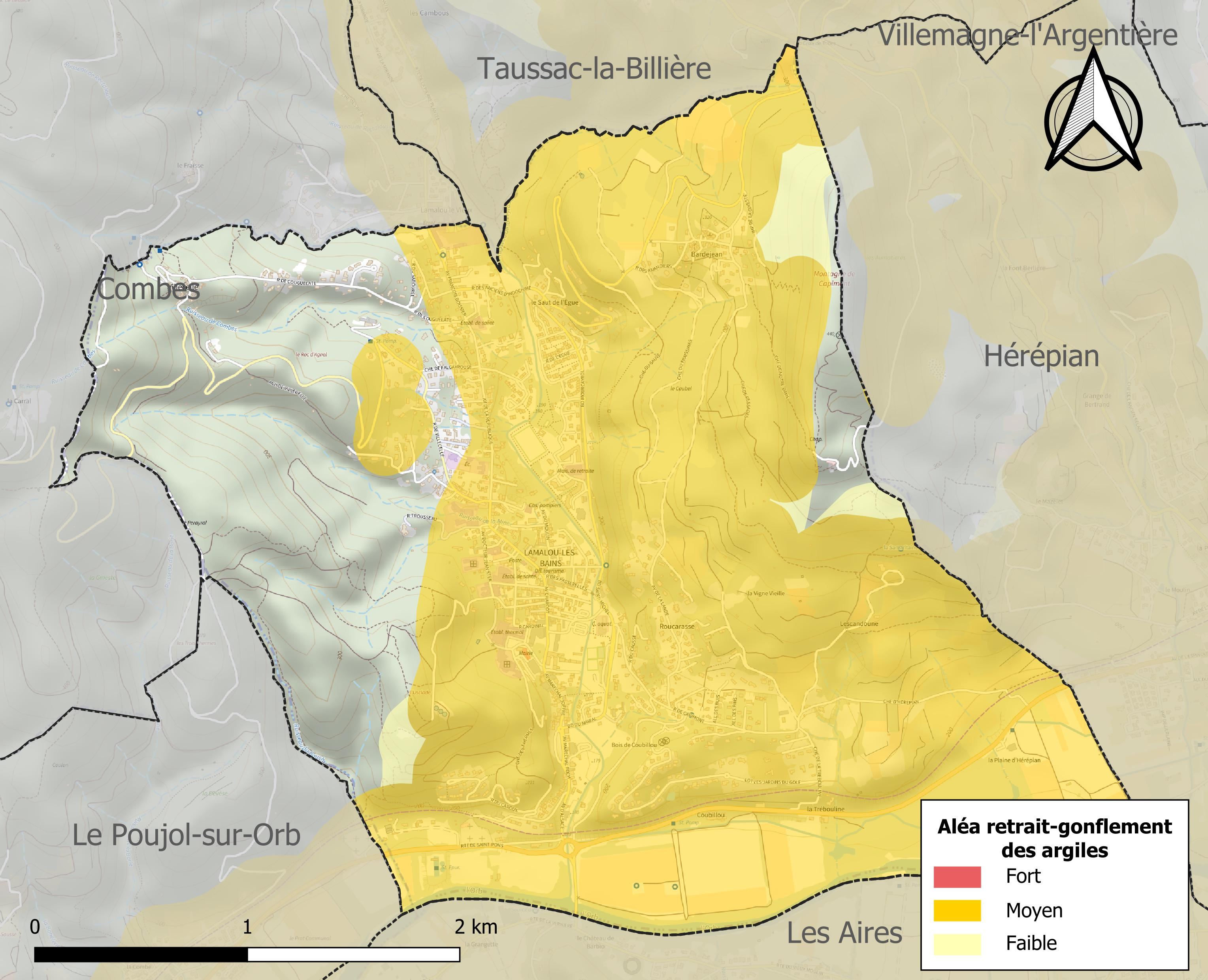
Carte des zones d'aléa retrait-gonflement des sols argileux de Lamalou-les-Bains.

La commune est vulnérable au risque de mouvements de terrains constitué principalement du retrait-gonflement des sols argileux. Cet aléa est susceptible d'engendrer des dommages importants aux bâtiments en cas d’alternance de périodes de sécheresse et de pluie. 72,7 % de la superficie communale est en aléa moyen ou fort (59,3 % au niveau départemental et 48,5 % au niveau national). Sur les 841 bâtiments dénombrés sur la commune en 2019, 739 sont en aléa moyen ou fort, soit 88 %, à comparer aux 85 % au niveau départemental et 54 % au niveau national. Une cartographie de l'exposition du territoire national au retrait gonflement des sols argileux est disponible sur le site du BRGM,.
Par ailleurs, afin de mieux appréhender le risque d’affaissement de terrain, l'inventaire national des cavités souterraines permet de localiser celles situées sur la commune.
Concernant les mouvements de terrains, la commune a été reconnue en état de catastrophe naturelle au titre des dommages causés par des mouvements de terrain en 2016.

#### Risques technologiques
Le risque de transport de matières dangereuses sur la commune est lié à sa traversée par des infrastructures routières ou ferroviaires importantes ou la présence d'une canalisation de transport d'hydrocarbures. Un accident se produisant sur de telles infrastructures est susceptible d’avoir des effets graves sur les biens, les personnes ou l'environnement, selon la nature du matériau transporté. Des dispositions d’urbanisme peuvent être préconisées en conséquence.
La commune est en outre située en aval du Barrage des monts d'Orb, un ouvrage de classe A sur l'Orb, mis en service en 1961 et disposant d'une retenue de 30,6 millions de mètres cubes. À ce titre elle est susceptible d’être touchée par l’onde de submersion consécutive à la rupture de cet ouvrage.

#### Risque particulier
L’étude Scanning de Géodéris réalisée en 2008 a établi pour le département de l’Hérault une identification rapide des zones de risques miniers liés à l’instabilité des terrains.  Elle a été complétée en 2015 par une étude approfondie sur les anciennes exploitations minières du bassin houiller de Graissessac et du district polymétallique de Villecelle. La commune est ainsi concernée par le risque minier, principalement lié à l’évolution des cavités souterraines laissées à l’abandon et sans entretien après l’exploitation des mines.
Dans plusieurs parties du territoire national, le radon, accumulé dans certains logements ou autres locaux, peut constituer une source significative d’exposition de la population aux rayonnements ionisants. Certaines communes du département sont concernées par le risque radon à un niveau plus ou moins élevé. Selon la classification de 2018, la commune de Lamalou-les-Bains est classée en zone 2, à savoir zone à potentiel radon faible mais sur lesquelles des facteurs géologiques particuliers peuvent faciliter le transfert du radon vers les bâtiments.

## Histoire
Contrairement à de nombreuses stations thermales, Lamalou-les-Bains n’a pas une origine romaine. Son nom vient tout simplement du ruisseau traversant la cité qui s’appelait Malou ou Betoulet pour devenir aujourd’hui Bitoulet.
En 1845, la commune de Villecelle est créée à partir des sections de Villecelle et Bardejean distraites de la commune de Mourcairol (aujourd'hui  disparue, voir les Aires). La paroisse était Saint-Pierre-de-Rhèdes, paroisse mère des églises des Aires, d'Hérépian et du Poujol.
Le 9 septembre 1878, Villecelle prend le nom de Lamalou-les-Bains.
De nos jours, la rééducation fonctionnelle et le thermalisme occupent une place importante dans la vie de la cité auxquels s’ajoutent le tourisme de pleine nature avec les massifs du Caroux et de l’Espinouse et les nombreuses infrastructures de loisirs, dont notamment son casino. De création récente, Lamalou-les-Bains ne manque donc pas d’intérêt pour les amateurs de l’architecture du XIXe siècle et de la Belle Époque. En effet, depuis les grands hôtels en passant par les thermes jusqu’au théâtre et au casino, tout l’éclectisme de l’époque y est représenté.

## Thermalisme
Les sources de Lamalou-les-Bains sont apparues à la suite du percement de galeries minières aux XIe et XIIe siècles. La tradition veut qu’un paysan souffrant de douleurs se soit baigné dans la mare boueuse formée par ces eaux et en ait retiré une sédation appréciable de son mal.
Plus de quinze sources s'échelonnent le long de la faille géologique qui traverse le vallon. Les eaux de Lamalou-les-Bains sont utilisées à l'état natif, elles sont de type bicarbonaté calcique et sodique, ferrugineuses, riches en magnésium et en potassium et renfermant du dioxyde de carbone. Elles sont indiquées dans le traitement des rhumatismes, de la névropathie et de la chloro-anémie.
Lamalou est évoquée pour la première fois en qualité de ville d'eau dans un texte de 1702 comme « une maison servant de bains et tronçon de terre, appelé les bains de La Malou ». Plusieurs établissements thermaux sont créés après 1792. À partir des années 1880, la station est ouverte toute l'année et devient un lieu de prédilection d'hommes célèbres ; l'un des établissements, Lamalou-le-Bas, comprenait dix piscines pouvant contenir plus de 170 personnes ; Lamalou est alors la 4e station française par le nombre de ses visiteurs.
En 1947, la ville rachète cet établissement thermal. Il sera repris en 1986 par la Chaîne thermale du Soleil. L'établissement thermal de Lamalou-le-Hauta est acheté en 1954 par la Caisse nationale de Sécurité sociale, qui le transforme en centre de rééducation pour enfants, tandis que Lamalou-le-Centre est transformé en centre de rééducation pour adultes en 1957 et prend le nom de Bourgès.

## Politique et administration

### Liste des maires
| Période                                  | Période                   | Identité                     | Étiquette                | Qualité |
| ---------------------------------------- | ------------------------- | ---------------------------- | ------------------------ | --- |
| ca. 1812                                 |                           | François Joachim Cazelle     |                          | Propriétaire foncier |
| Les données manquantes sont à compléter. |                           |                              |                          | |
| ?                                        | 1896                      | Flour Hugounenq              |                          | |
| 1896                                     | 1919                      | Alphonse Belugou (1851-1921) |                          | Médecin |
| ca. 1929                                 |                           | Georges Cauvy                |                          | Médecin |
| Les données manquantes sont à compléter. |                           |                              |                          | |
| 1944                                     | 2 mars 1951               | Fernand Gouges (1902-1999)   | SFIO puis Soc.ind.       | Entrepreneur forestier, résistant Combat Président du Comité local de libération Démissionnaire                                                                                                  |
| 5 mai 1951                               | mai 1953                  | Philippe Carratier           |                          | |
| mai 1953                                 | 18 octobre 1959           | Paul Coste-Floret            | MRP                      | Professeur de droit Ministre (1947 → 1954) Député de l'Hérault (1945 → 1967) Démissionnaire |
| 4 novembre 1959                          | mars 1971                 | Andrée Railhac (1912-1977)   |                          | Épouse de Paul Coste-Floret |
| mars 1971                                | 27 août 1979              | Paul Coste-Floret            | CD puis UDF-CDS          | Professeur de droit, ancien ministre Membre du Conseil constitutionnel (1971 → 1979) Conseiller général de Saint-Gervais-sur-Mare (1967 → 1979) Maire de Lodève (1959 → 1967) Décédé en fonction |
| septembre 1979                           | mars 1983                 | Jean-Jacques Barrault        |                          | Médecin de rééducation fonctionnelle (Centre de rééducation motrice du Docteur Ster) |
| mars 1983                                | 28 mars 2014              | Marcel Roques                | UDF-CDS puis UMP puis NC | Avocat Député de l'Hérault (5e circ.) (1993 → 1997) Conseiller régional (1992 → 2004 et 2007 → 2010) Conseiller général de Saint-Gervais-sur-Mare (1979 → 1993) Maire de Bédarieux (1977 → 1983) |
| 28 mars 2014                             | 19 mai 2017               | Philippe Tailland            | DVG                      | Retraité Vice-président de la CC Grand Orb (2014 → 2017) |
| 19 mai 2017                              | En cours (au 25 mai 2020) | Guillaume Daléry             | DVD                      | Consultant AMO Élu à la suite d'une élection municipale partielle Réélu pour le mandat 2020-2026                                                                                                 |

### Jumelages
Lamalou-les-Bains est jumelée avec
- Leutkirch im Allgäu (Allemagne)
- Misasa (Japon)
- Esse (Cameroun) (Cameroun)

## Population et société

### Démographie
Ses habitants sont appelés les Lamalousiens et Lamalousiennes.

L'évolution du nombre d'habitants est connue à travers les recensements de la population effectués dans la commune depuis 1846. Pour les communes de moins de 10 000 habitants, une enquête de recensement portant sur toute la population est réalisée tous les cinq ans, les populations de référence des années intermédiaires étant quant à elles estimées par interpolation ou extrapolation. Pour la commune, le premier recensement exhaustif entrant dans le cadre du nouveau dispositif a été réalisé en 2007.

En 2022, la commune comptait 2 421 habitants, en évolution de −4,76 % par rapport à 2016 (Hérault : +7,49 %, France hors Mayotte : +2,11 %).
| 1846 | 1851 | 1856 | 1861 | 1866 | 1872 | 1876 | 1881 | 1886 |
| ---- | ---- | ---- | ---- | ---- | ---- | ---- | ---- | ---- |
| 361  | 381  | 330  | 327  | 376  | 378  | 390  | 468  | 753  |

| 1891 | 1896 | 1901 | 1906 | 1911 | 1921  | 1926  | 1931  | 1936  |
| ---- | ---- | ---- | ---- | ---- | ----- | ----- | ----- | ----- |
| 737  | 809  | 878  | 915  | 939  | 1 019 | 1 024 | 1 047 | 1 030 |

| 1946  | 1954  | 1962  | 1968  | 1975  | 1982  | 1990  | 1999  | 2006  |
| ----- | ----- | ----- | ----- | ----- | ----- | ----- | ----- | ----- |
| 1 133 | 1 355 | 2 071 | 2 029 | 2 067 | 2 202 | 2 194 | 2 156 | 2 247 |

| 2007  | 2012  | 2017  | 2022  | - | - | - | - | - |
| ----- | ----- | ----- | ----- | - | - | - | - | - |
| 2 256 | 2 663 | 2 509 | 2 421 | - | - | - | - | - |

### Sports et loisirs
- Golf (9 trous)
- Centre équestre
- Piscine découverte
- Stand de tir
- Tennis
- Trail

#### Randonnée
Le sentier de grande randonnée 7 reliant le ballon d'Alsace à Andorre passe sur la commune.

## Économie

### Revenus
En 2018, la commune compte 1 039 ménages fiscaux, regroupant 1 903 personnes. La médiane du revenu disponible par unité de consommation est de 20 590 € (20 330 € dans le département). 45 % des ménages fiscaux sont imposés (45,8 % dans le département).

### Emploi
|                | 2008   | 2013   | 2018  |
| -------------- | ------ | ------ | ----- |
| Commune        | 6,6 %  | 8,4 %  | 9,1 % |
| Département    | 10,1 % | 11,9 % | 12 %  |
| France entière | 8,3 %  | 10 %   | 10 %  |

En 2018, la population âgée de 15 à 64 ans s'élève à 1 257 personnes, parmi lesquelles on compte 63,7 % d'actifs (54,6 % ayant un emploi et 9,1 % de chômeurs) et 36,3 % d'inactifs,. Depuis 2008, le taux de chômage communal (au sens du recensement) des 15-64 ans est inférieur à celui de la France et du département.
La commune fait partie du pôle principal de l'aire d'attraction de Bédarieux,. Elle compte 1 536 emplois en 2018, contre 1 641 en 2013 et 1 586 en 2008. Le nombre d'actifs ayant un emploi résidant dans la commune est de 703, soit un indicateur de concentration d'emploi de 218,4 % et un taux d'activité parmi les 15 ans ou plus de 36 %.
Sur ces 703 actifs de 15 ans ou plus ayant un emploi, 397 travaillent dans la commune, soit 57 % des habitants. Pour se rendre au travail, 72,8 % des habitants utilisent un véhicule personnel ou de fonction à quatre roues, 3 % les transports en commun, 17,6 % s'y rendent en deux-roues, à vélo ou à pied et 6,7 % n'ont pas besoin de transport (travail au domicile).

### Activités hors agriculture

#### Secteurs d'activités
246 établissements sont implantés  à Lamalou-les-Bains au 31 décembre 2019. Le tableau ci-dessous en détaille le nombre par secteur d'activité et compare les ratios avec ceux du département,.
| Secteur d'activité                                                                                        | Commune | Commune | Département |
| Secteur d'activité                                                                                        | Nombre  | %       | %           |
| --- | ------- | ------- | ----------- |
| Ensemble                                                                                                  | 246     | 100 %   | (100 %)     |
| Industrie manufacturière, industries extractives et autres                                                | 13      | 5,3 %   | (6,7 %)     |
| Construction                                                                                              | 26      | 10,6 %  | (14,1 %)    |
| Commerce de gros et de détail, transports, hébergement et restauration                                    | 79      | 32,1 %  | (28 %)      |
| Information et communication                                                                              | 3       | 1,2 %   | (3,3 %)     |
| Activités financières et d'assurance                                                                      | 6       | 2,4 %   | (3,2 %)     |
| Activités immobilières                                                                                    | 16      | 6,5 %   | (5,3 %)     |
| Activités spécialisées, scientifiques et techniques et activités de services administratifs et de soutien | 24      | 9,8 %   | (17,1 %)    |
| Administration publique, enseignement, santé humaine et action sociale                                    | 52      | 21,1 %  | (14,2 %)    |
| Autres activités de services                                                                              | 27      | 11 %    | (8,1 %)     |

Le secteur du commerce de gros et de détail, des transports, de l'hébergement et de la restauration est prépondérant sur la commune puisqu'il représente 32,1 % du nombre total d'établissements de la commune (79 sur les 246 entreprises implantées  à Lamalou-les-Bains), contre 28 % au niveau départemental.

#### Entreprises et commerces
Les cinq entreprises ayant leur siège social sur le territoire communal qui génèrent le plus de chiffre d'affaires en 2020 sont : 
- Centre De Reeducation Motrice Du DR Ster, activités hospitalières (23 154 k€)
- La Petite Paix, activités hospitalières (5 094 k€)
- Developpement Conseil Investissement Strategie - Decis, hébergement social pour personnes âgées (2 292 k€)
- Societe D'appareillage Du Centre Ster, fabrication de matériel médico-chirurgical et dentaire (1 161 k€)
- Source Capus, location de logements (533 k€)

### Agriculture
|               | 1988 | 2000 | 2010 | 2020 |
| ------------- | ---- | ---- | ---- | ---- |
| Exploitations | 26   | 17   | 10   | 2    |
| SAU (ha)      | 58   | 85   | 102  | 31   |

La commune est dans le « Soubergues », une petite région agricole occupant le nord-est du département de l'Hérault. En 2020, l'orientation technico-économique de l'agriculture  sur la commune est la culture de fruits ou d'autres cultures permanentes. Deux exploitations agricoles ayant leur siège dans la commune sont dénombrées lors du recensement agricole de 2020 (26 en 1988). La superficie agricole utilisée est de 31 ha,,.

## Culture locale et patrimoine

### Lieux et monuments
- Chapelle Sainte-Anne de Lamalou-les-Bains.
- Église Notre-Dame-en-son-Assomption de Villecelle.
- Temple protestant de Lamalou-les-Bains.
- Église Notre-Dame-de-Capimont.
- Église Saints-Pierre-et-Paul de Lamalou-les-Bains.
- Le casino.
- Église Saint-Pierre-de-Rhèdes, église romane, ancienne paroisse de toute la zone allant du Poujol aux Aires. L'édifice a été classé au titre des monuments historiques en 1880[57].

- Dolmen[58].
- L'ancienne gare (ligne Castres - Bédarieux).

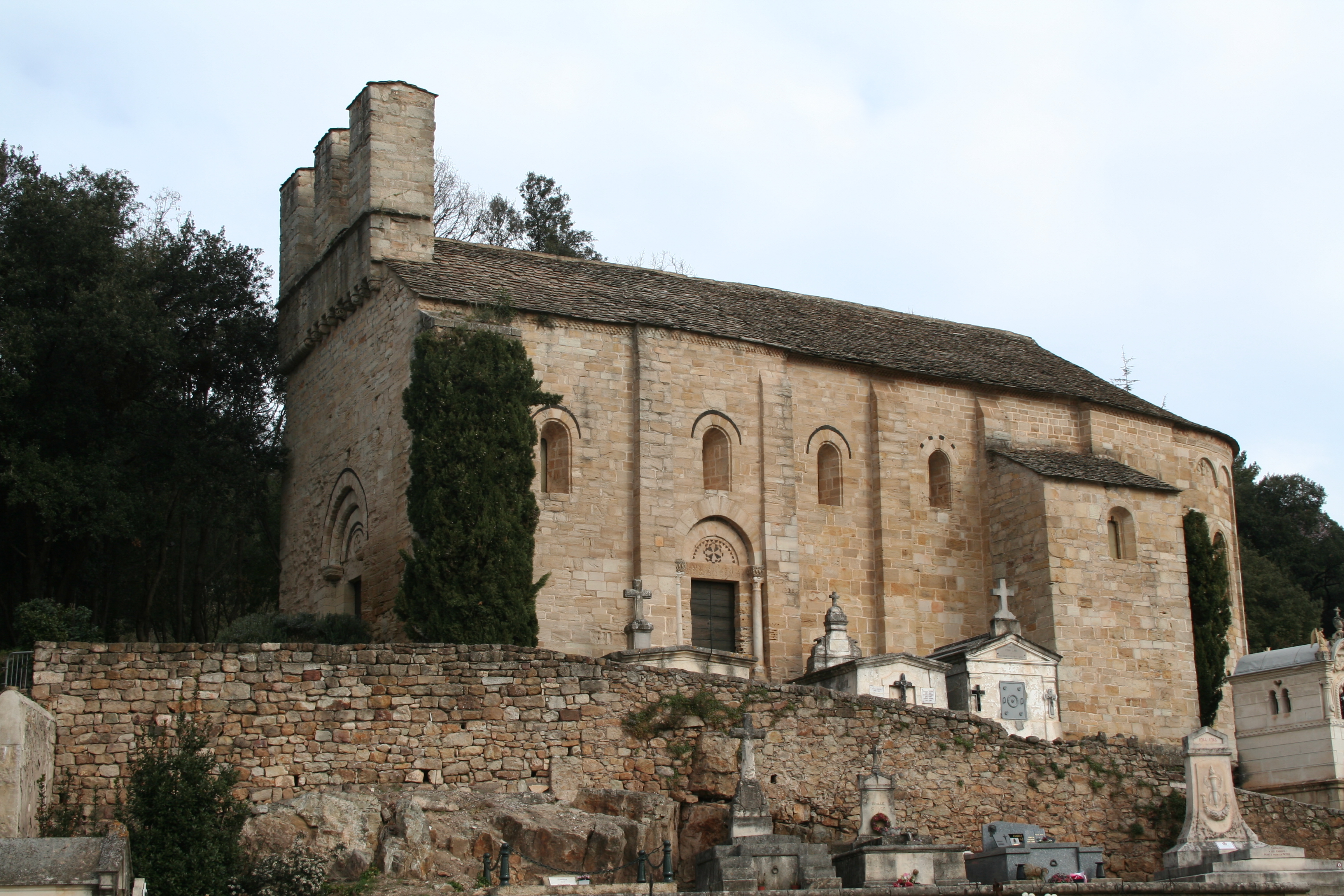
Église Saint-Pierre-de-Rhèdes de Lamalou-les-Bains.
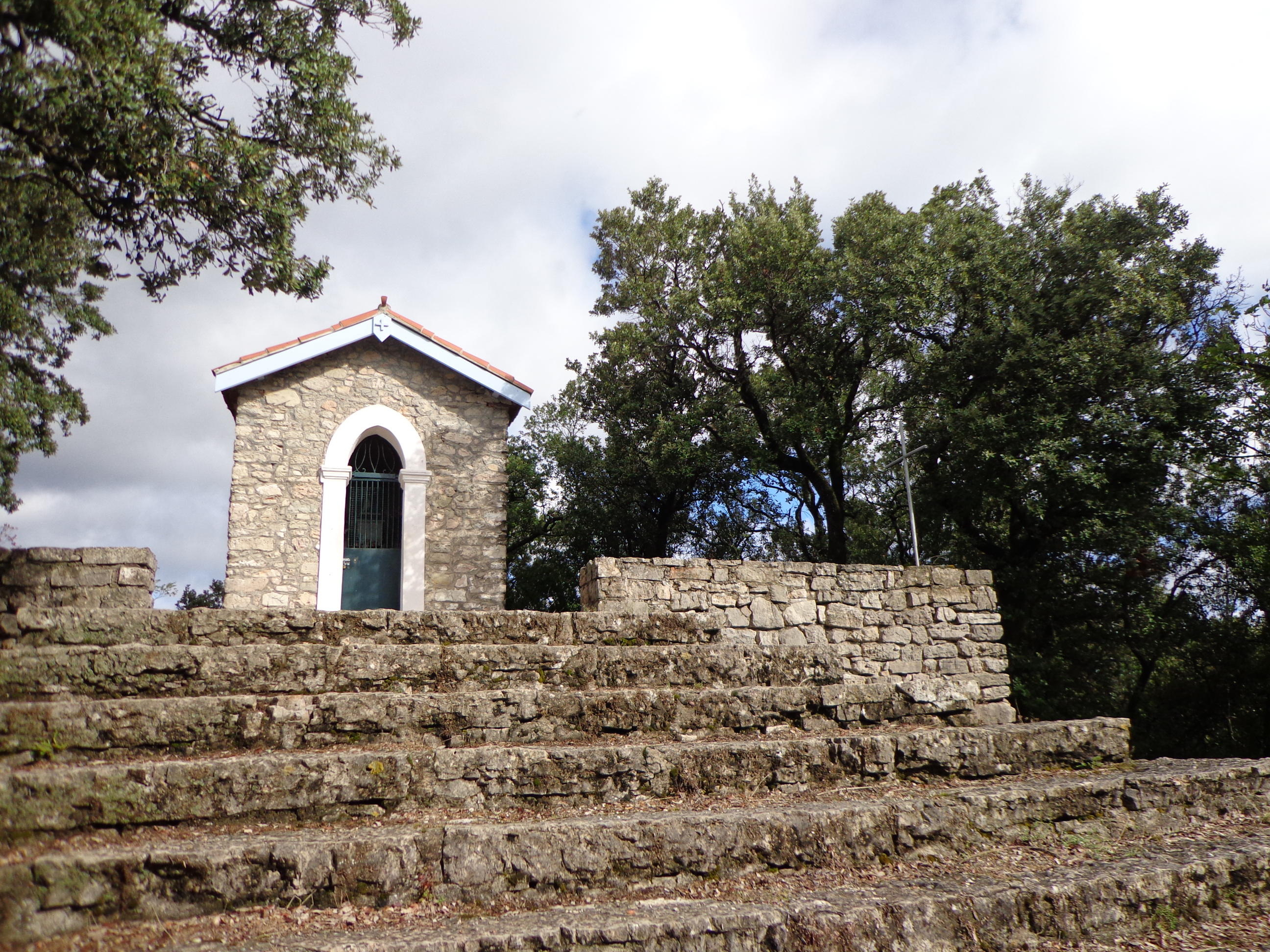
Chapelle Sainte-Anne de Lamalou-les-Bains.
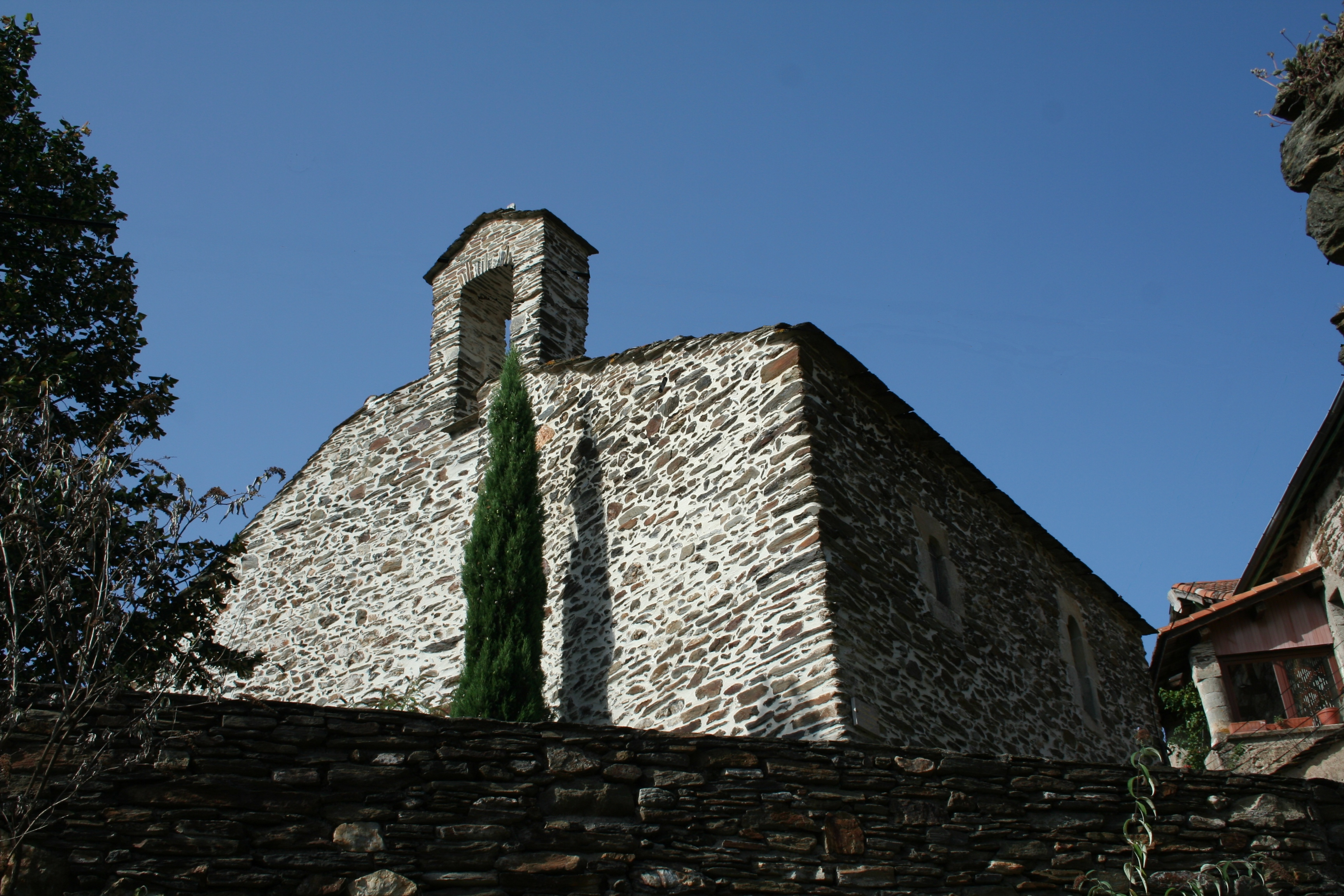
Église Notre-Dame-en-son-Assomption de Villecelle.
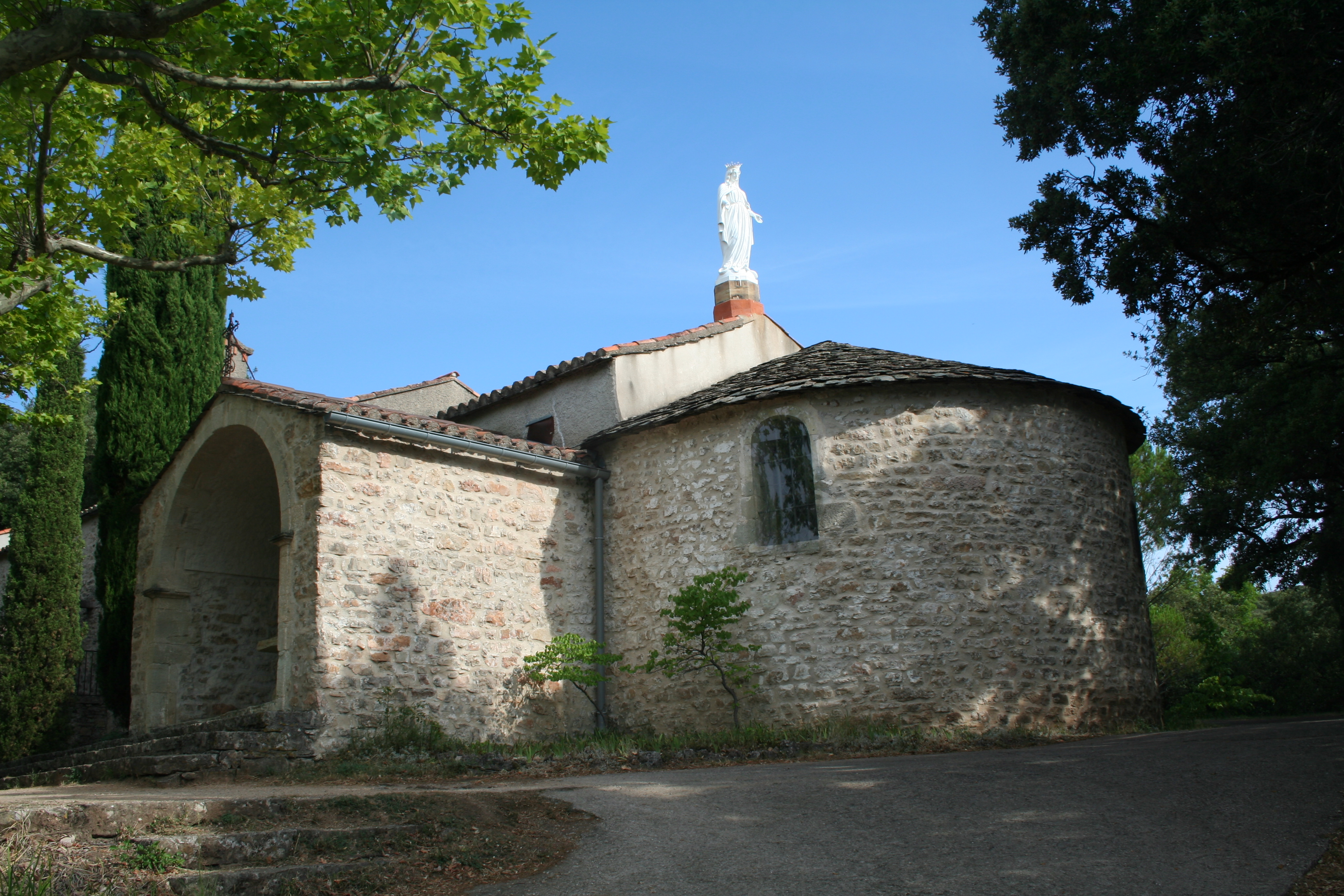
Église Notre-Dame-de-Capimont.
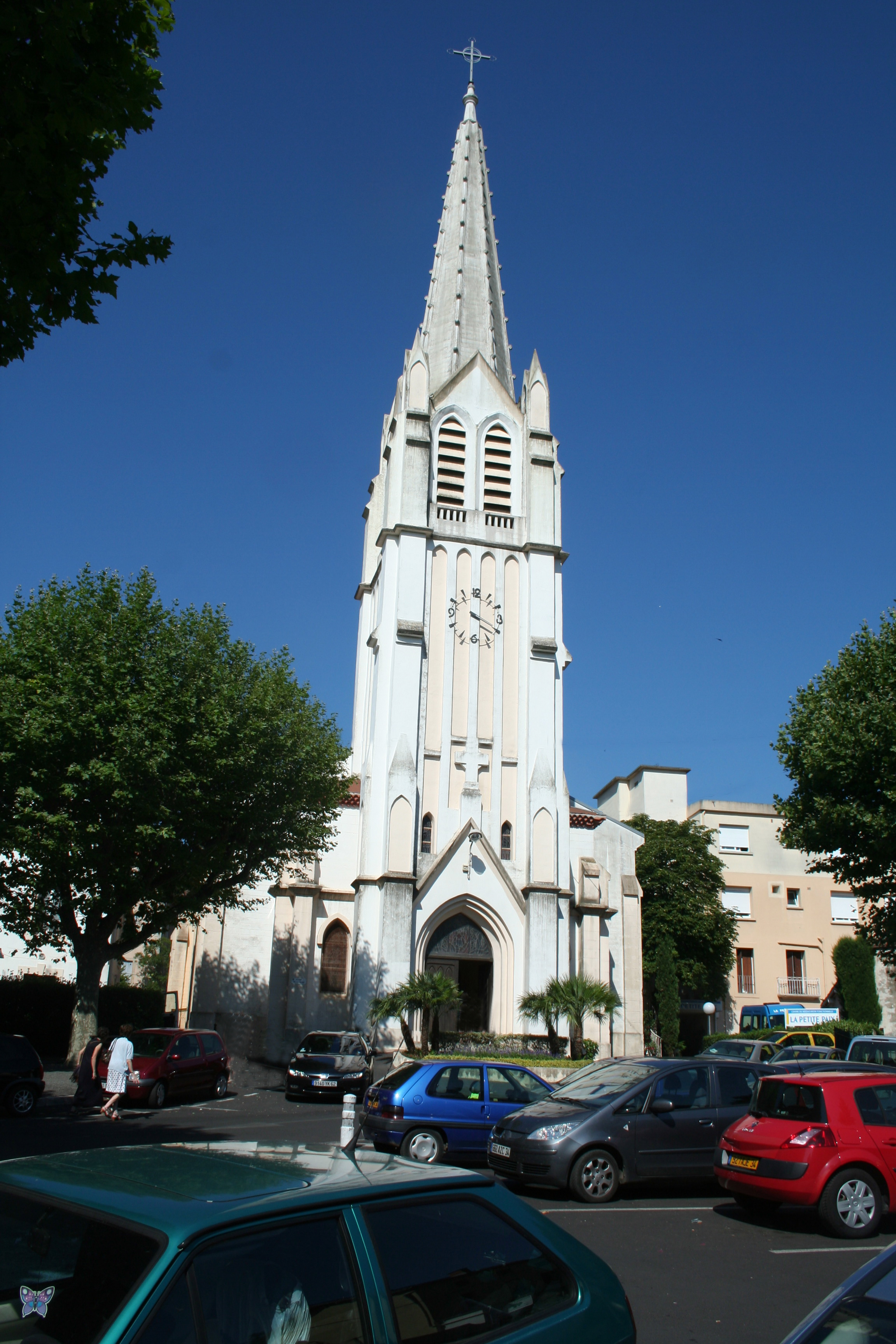
Église Saints-Pierre-et-Paul de Lamalou-les-Bains.
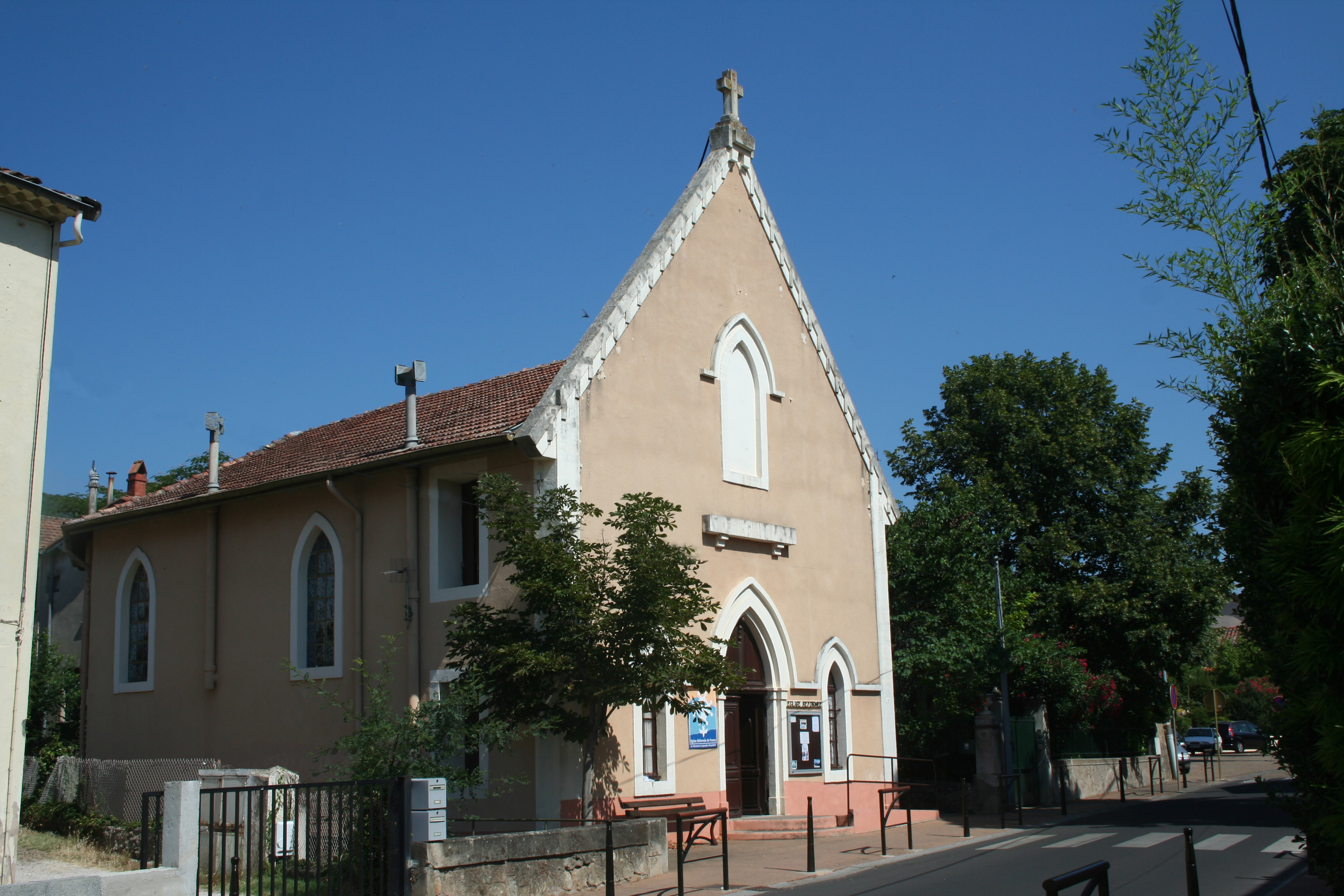
Temple protestant.
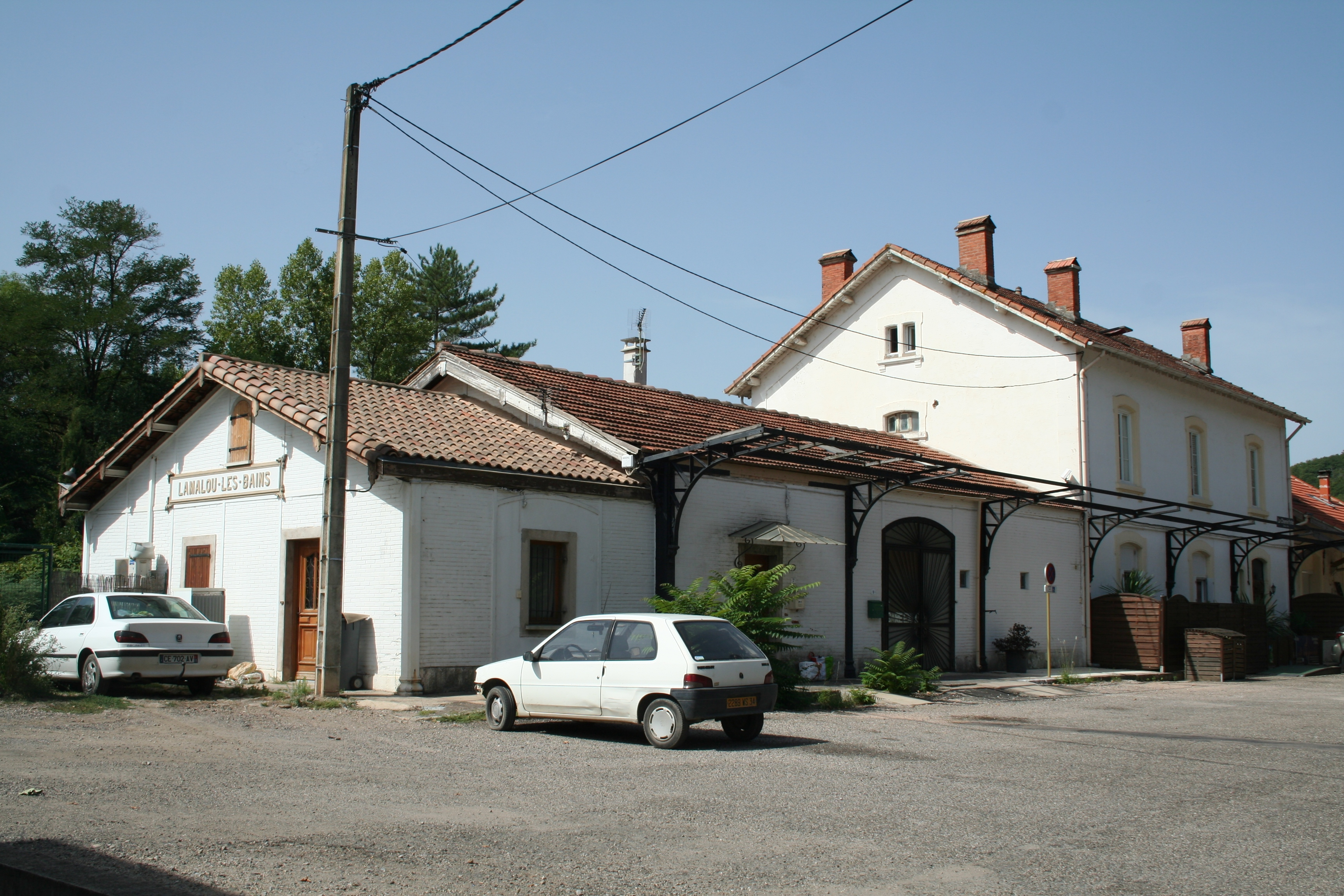
L'ancienne gare.

### Personnalités liées à la commune

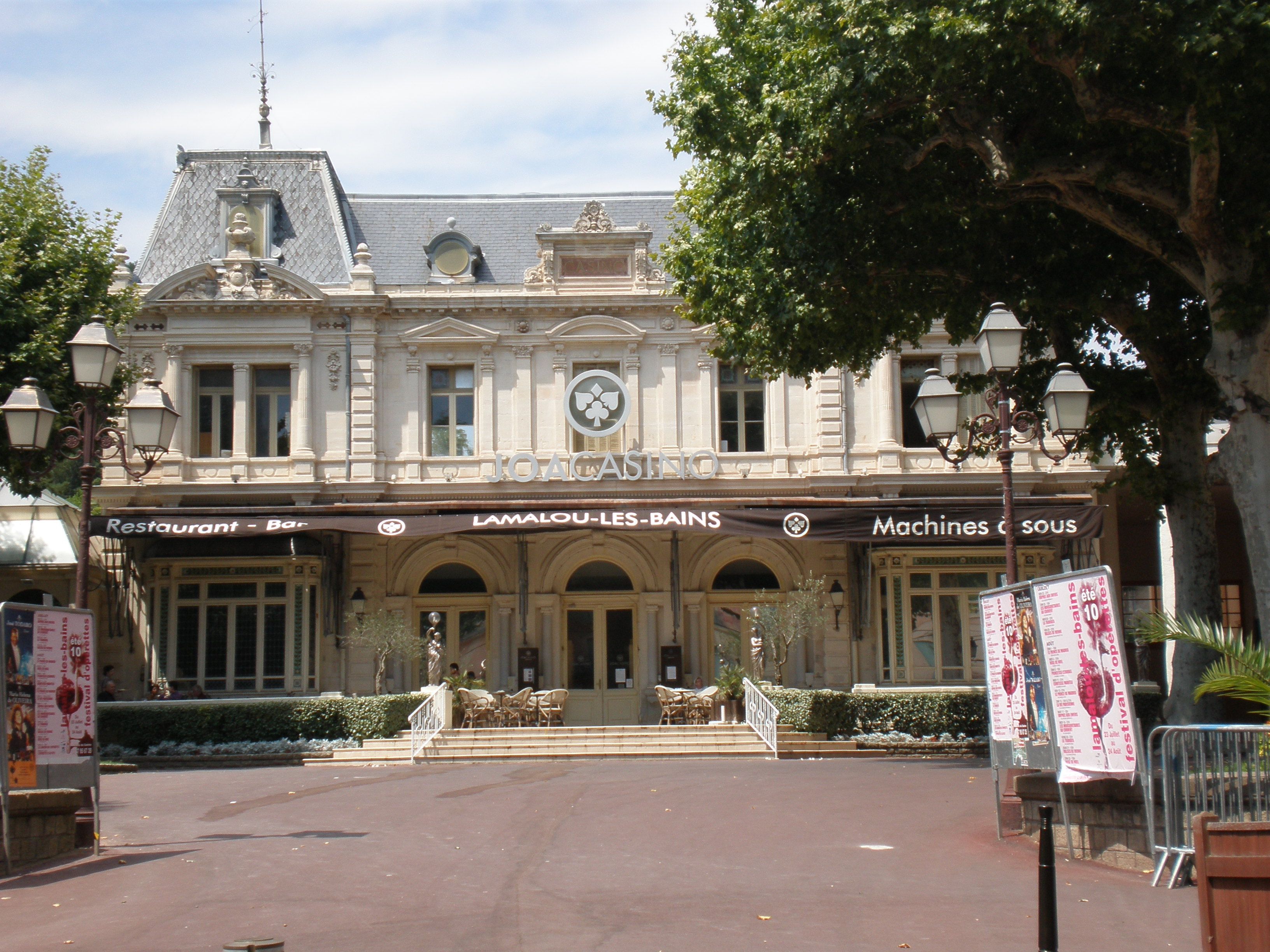
Le casino.

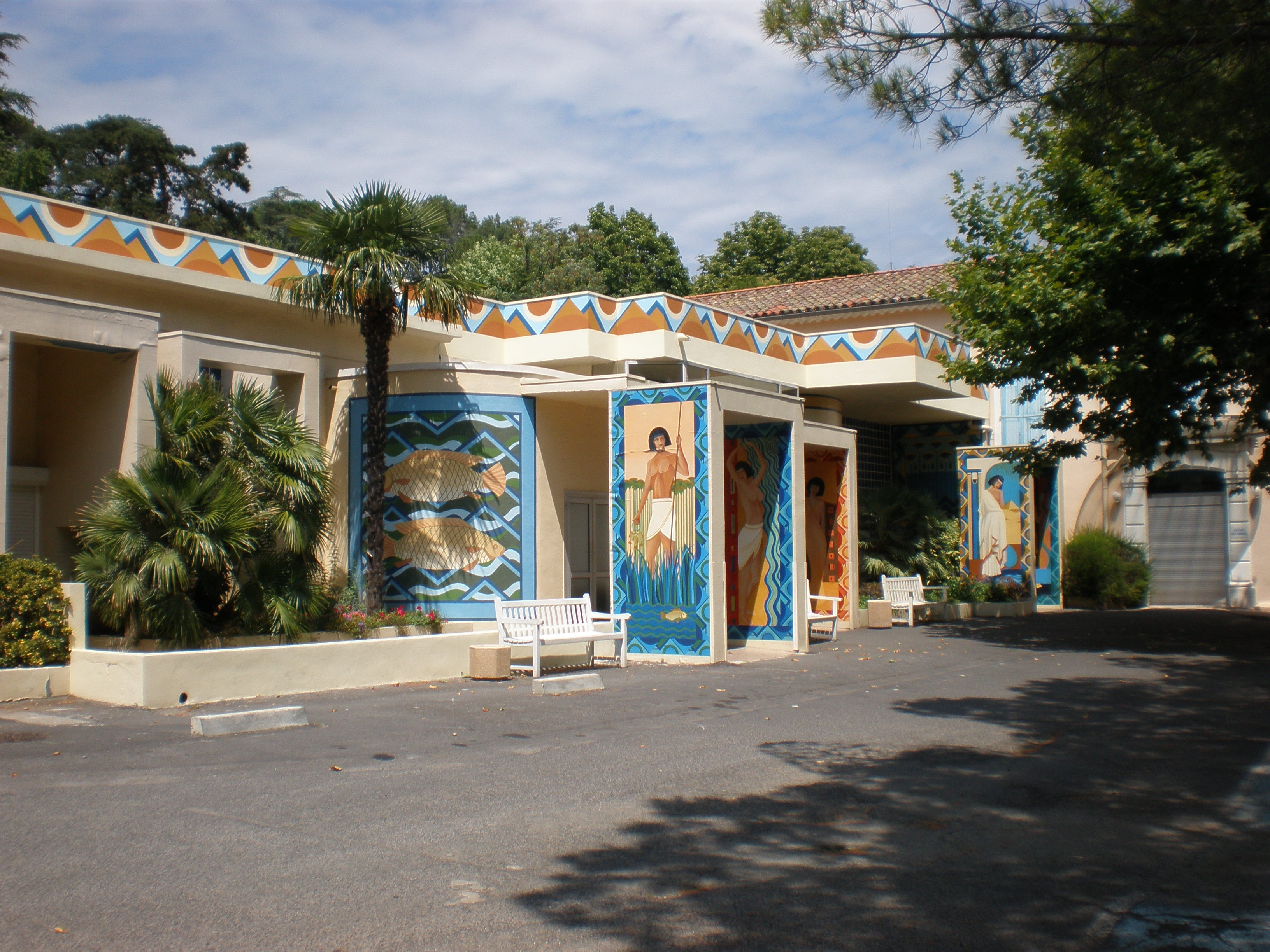
Les thermes.

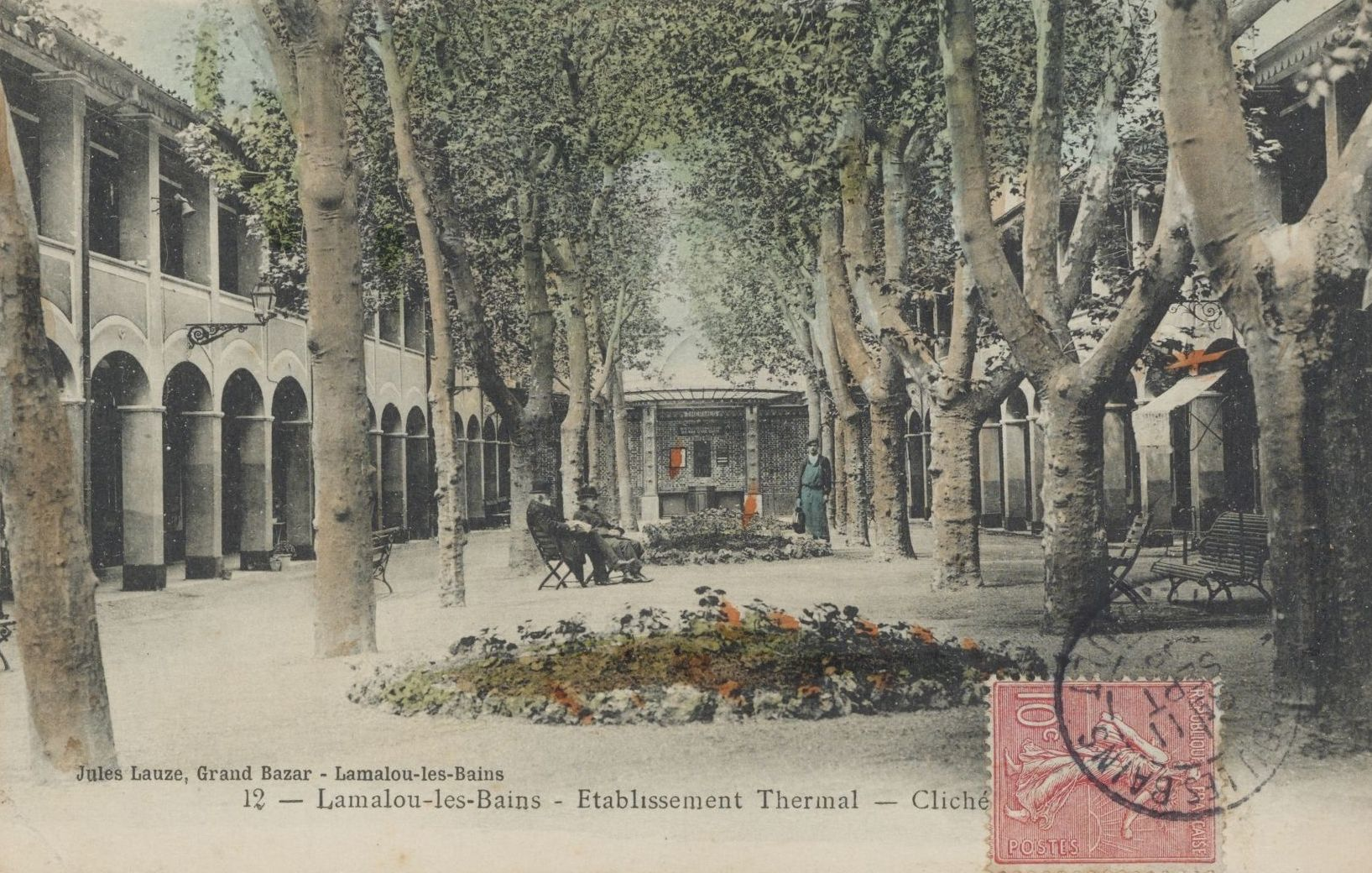
Établissement thermal : carte postale (1905).

- Paul Coste-Floret, député de l'Hérault (1945-1967) et ancien ministre, fut maire de 1953 à 1959 ;
- Georges Tattegrain, avocat, maire de Devise, poète et sculpteur, y est décédé le 16 décembre 1916 ;
- Stanley Hoffmann, universitaire français (1928-2015) et professeur de science politique à Harvard, né dans une famille juive autrichienne, a vécu enfant caché dans le village pendant la Seconde Guerre mondiale[59].
- Lucas Fournier, essayiste et romancier.

### Héraldique
| Armes de Lamalou-les-Bains | Les armes de Lamalou-les-Bains se blasonnent ainsi : d'azur au soleil d'or se levant derrière une chaîne de montagnes de sable, d'où coule une rivière d'argent dans une plaine de sinople |

### Fonds d'archives
- Série : Délibérations du conseil municipal (1847-1983) [18 registres]. Fonds : Archives communales de Lamalou-les-Bains; Cote : 118 PUB. Montpellier : Archives départementales de l'Hérault (lire en ligne).